# کیزلار-بیرگان
کیزلار-بیرگان (انگلیسی: Kyzlar-Birgan) یک شهرک در شهرستان زیلایرسکی استان باشقیرستان کشور روسیه است.